# Ponor, Hunedoara
Ponor este un sat în comuna Pui din județul Hunedoara, Transilvania, România. Se află în partea de sud a județului, în Depresiunea Hațeg, la poalele sud-vestice ale munților Șureanu.

## Monumente istorice
- Biserica „Pogorârea Sfântului Duh”